# Higginsia coralloides
Higginsia coralloides är en svampdjursart som beskrevs av Thomas Higgin 1877. Higginsia coralloides ingår i släktet Higginsia och familjen Heteroxyidae.
Artens utbredningsområde är havet utanför Grenada. Utöver nominatformen finns också underarten H. c. liberiensis.